# Cottus chattahoochee
Cottus chattahoochee is een straalvinnige vissensoort uit de familie van de donderpadden (Cottidae). De wetenschappelijke naam van de soort is voor het eerst geldig gepubliceerd in 2007 door Neely, Williams & Mayden.